# Beaucé
Beaucé (bretonisch Belzeg; Gallo: Bauczaé) ist eine französische Gemeinde mit 1.289 Einwohnern (Stand: 1. Januar 2022) im Département Ille-et-Vilaine in der Region Bretagne; sie gehört zum Arrondissement Fougères-Vitré und zum Kanton Fougères-2. Die Einwohner werden Beaucéens genannt.

## Geographie
Die Gemeinde Beaucé liegt etwa 46 Kilometer nordöstlich von Rennes. Der Couesnon begrenzt die Gemeinde im Westen. Umgeben wird Beaucé von den Nachbargemeinden Laignelet im Norden, La Chapelle-Fleurigné im Osten, La Selle-en-Luitré im Süden sowie Fougères im Westen.
Durch die Gemeinde führt die Route nationale 12.

## Bevölkerungsentwicklung
| Jahr          | 1962 | 1968 | 1975 | 1982 | 1990 | 1999 | 2006 | 2012 | 2020 |
| Einwohner     | 377  | 400  | 632  | 974  | 1055 | 1056 | 1148 | 1283 | 1355 |
| Quelle: INSEE |      |      |      |      |      |      |      |      |      |

## Sehenswürdigkeiten
- Kirche Saint-Martin aus dem 17. Jahrhundert

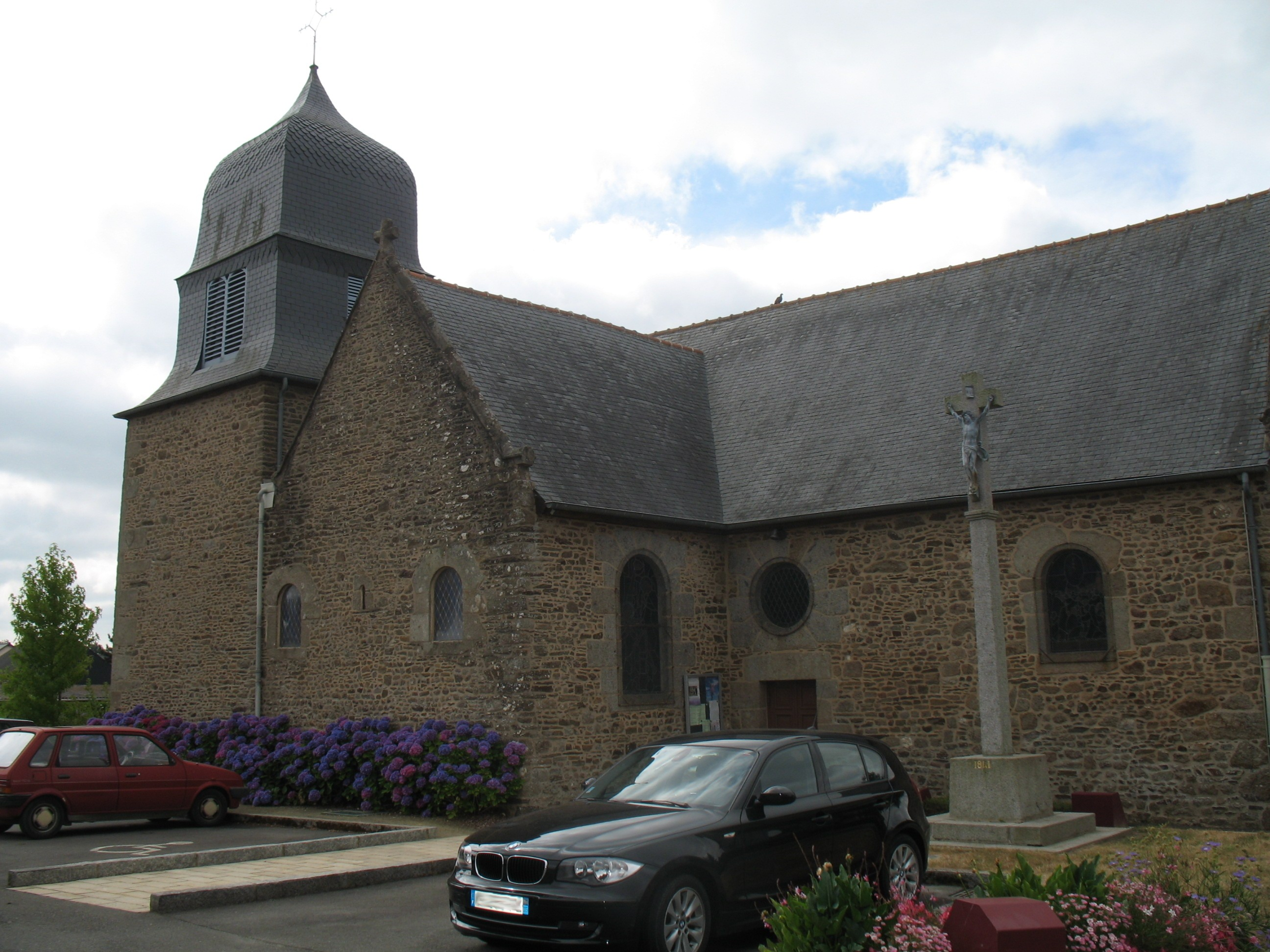
Kirche Saint-Martin